# Darko Brguljan
Darko Brguljan, född 5 november 1990, är en montenegrinsk vattenpolospelare (anfallare) som sedan 2013 spelar för Canottieri Napoli.
Brguljan tog VM-silver i samband med världsmästerskapen i simsport 2013 i Barcelona. Han är bror till Draško Brguljan.